# NeuroImage
NeuroImage (Neuroimage) ist eine wissenschaftliche Fachzeitschrift, die in Englisch über bildgebende Verfahren in den Neurowissenschaften berichtet. Der Hauptfokus der Zeitschrift liegt auf der Betrachtung von funktionellen Systemen im menschlichen Gehirn (siehe auch funktionelle Magnetresonanztomographie). Sie erscheint bei Elsevier (zunächst unter „Academic Press“).
Als Karl J. Friston die Position des Chefredakteurs übernahm, wurde die Zeitschrift in 4 Sektionen eingeteilt:
Anatomie, Physiologie, Methoden und Modellierung, Systemische und Kognitive Neurowissenschaften. NeuroImage konkurriert mit der Zeitschrift Human Brain Mapping, die bei Wiley erscheint.
Der Impact Factor lag im Jahr 2014 bei 6,357. Nach der Statistik des ISI Web of Knowledge wird das Journal mit diesem Impact Factor in der Kategorie Neurowissenschaften an 24. Stelle von 252 Zeitschriften, in der Kategorie Neuroimaging an erster Stelle von 14 Zeitschriften und in der Kategorie Radiologie, Nuklearmedizin und medizinische Bildgebung an dritter Stelle von 125 Zeitschriften geführt.
Die elektronischen Versionen der Artikel sind über den Onlinedienst ScienceDirect von Elsevier verfügbar. Kurzbeschreibungen sind ohne Abonnement abrufbar. Der Zugriff auf die vollständigen Artikel erfordert eine Anmeldung und ist kostenpflichtig.
Im April 2023 traten alle Herausgeber wegen der ihrer Ansicht nach hohen Publikationsgebühren zurück, um eine nicht gewinnorientierte Zeitschrift, Imaging Neuroscience, zu gründen. Dies erfolgte im Sommer 2023 in Zusammenarbeit mit MIT Press. Der Verlag Elsevier bedauerte diese Entscheidung und teilte zugleich die Fortführung der Zeitschrift unter einem internen Interims-Redaktionsteam mit.